# John Mara

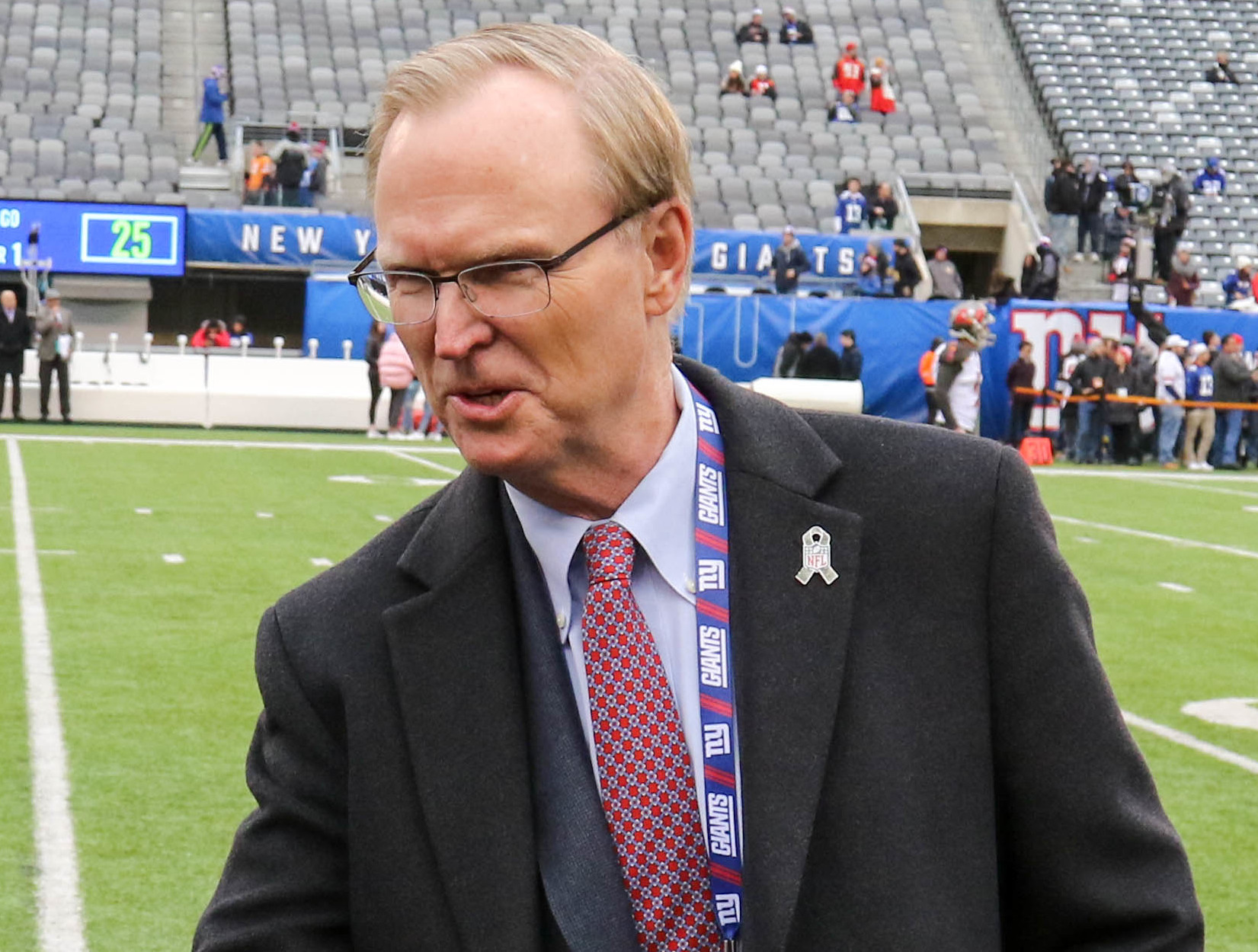
John Kevin Mara (2018)

John Kevin Mara (* 1. Dezember 1954 in New York City, New York) ist ein US-amerikanischer Unternehmer und Besitzer des NFL-Teams New York Giants.

## Werdegang
John Mara ist der älteste Sohn des New York Giants-Besitzers Wellington Mara. Seine Familie hat irische, deutsche und franko-kanadische Wurzeln. Er wuchs in White Plains, einem Vorort New Yorks, auf. Er besuchte die Iona Preparatory School in New Rochelle und anschließend das Boston College, das er im Jahr 1976 als Bachelor of Science im Fach Marketing mit Auszeichnung (cum laude) verließ. 1979 erreichte er einen Universitätsabschluss in Rechtswissenschaften (Law) an der Fordham University. 
Mara arbeitete zunächst als Rechtsanwalt (Attorney). 1991 begann er bei den Giants als Syndikus (General Counsel) zu arbeiten, später wurde er zusätzlich Executive Vice President und Chief Operating Officer. Nach dem Tod seines Vaters 2005 wurde John Mara Besitzer des Franchises.
2010 veranlasste er den Bau des MetLife Stadiums und holte den ersten Super Bowl in ein Kalt-Wetter-Gebiet. Zusätzlich ist er Vorsitzender im NFL Management Council Executive Committee. Er war hauptverantwortlich für die Einigung der NFL-Besitzer mit der National Football League Player Association auf einen neuen Tarifvertrag. Er engagierte sich 14 Jahre lang im NFL Competition Committee, in dem alle Aspekte der NFL analysiert werden und Empfehlungen für Änderungen der NFL-Politik und der Regeln getroffen werden, sowie im NFL Health and Safety Committee und im NFL Committee on Workplace Diversity.

## Privatleben
John Mara ist in der dritten Generation Besitzer der New York Giants. Sein Großvater Tim Mara gründete die New York Giants im Jahr 1925. John Mara ist mit Denise W. Mara verheiratet. Sie haben fünf gemeinsame Kinder.